# Rebel·lió Chilembwe
La rebel·lió Chilembwe va ser un aixecament contra el domini colonial britànic en Nyasalàndia (actualment Malawi), el gener de 1915.

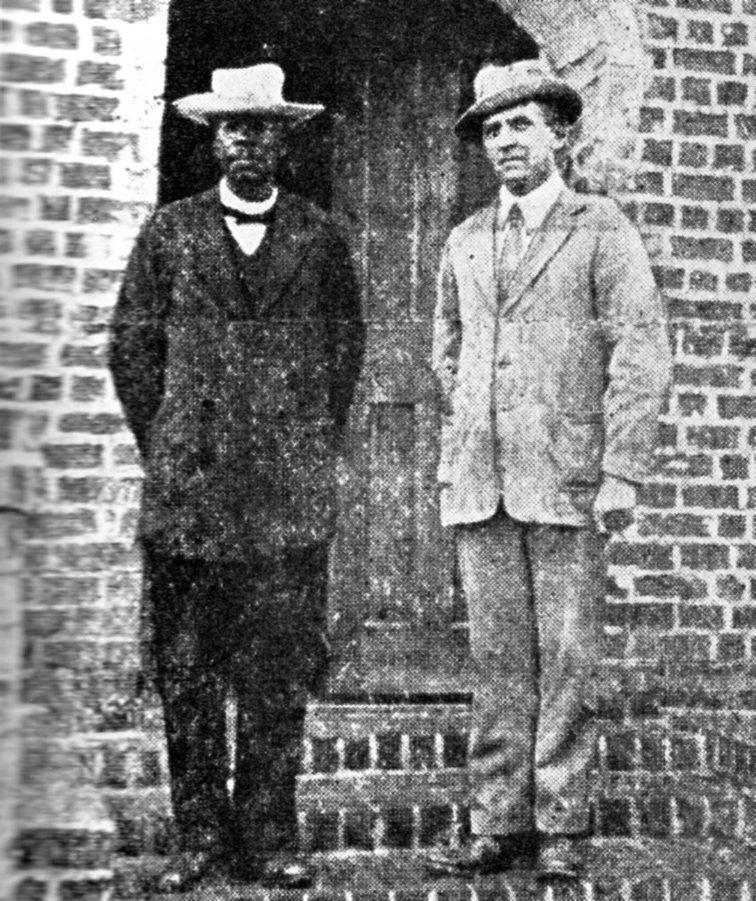
L'última fotografia coneguda de John Chilembwe (esquerra), presa el 1914

Dirigida per John Chilembwe, un ministre mil·lenariste cristià de raça negra educat als Estats Units d'América, l'aixecament es va produir a l'entorn de la seva església al poble de Mbombwe, al sud-est del país. Es va centrar en la classe mitjana negra i encoratjada per les queixes contra el sistema colonial, inclòs el treball forçós, la discriminació i les noves demandes de la població indígena causades per l'esclat de la Primera Guerra Mundial.
La revolta va esclatar a la nit del 23 de gener de 1915, quan els rebels, incitats per Chilembwe, van atacar la seu de la plantació d'A L Bruce Estates en Magomero i van matar a tres colons blancs; i un atac amb poc èxit a un magatzem d'armes en Blantyre. Al matí del 24 de gener, les autoritats colonials havien mobilitzat les milícies de colons blancs i va redistribuir les forces militars regulars del sud. Després d'un atac fallit contra Mbombwe per tropes del King's African Rifles (KAR) el 25 de gener, un grup de rebels van atacar a una missió cristiana a Nguludi i la va cremar. El KAR i la milícia van prendre Mbombwe sense trobar resistència el 26 de gener després que molts dels rebels, entre ells Chilembwe, haguessin fugit amb l'esperança d'arribar a la segura veïna Àfrica Oriental Portuguesa (l'actual Moçambic). Després de la revolta, uns 40 rebels van ser executats i 300 van ser empresonats; Chilembwe va ser mort a trets per una patrulla de la policia prop de la frontera el 3 de febrer.
Tot i que la rebel·lió no va aconseguir un èxit durador, és comunament citat com un moment decisiu en la història de Nyasalàndia. La rebel·lió va tenir efectes duradors en el sistema d'administració britànic en Nyasalandia i posteriorment van ser promulgades algunes reformes. Després de la Segona Guerra Mundial, el creixent moviment nacionalista de Malawi va revifar l'interès en la revolta Chilembwe, i després de la independència de Malawi el 1964 es va celebrar com un moment clau en la història de la nació. La memòria de Chilembwe, que segueix sent important en la consciència nacional col·lectiva, sovint s'ha invocat en el simbolisme i la retòrica dels polítics de Malawi. Avui en dia, l'aixecament se celebra anualment i el mateix Chilembwe és considerat un heroi nacional.

## Antecedents
El domini colonial britànic a la regió de l'actual Malawi, on es va produir la revolta, va començar entre 1899 i 1900, quan els britànics va tractar d'augmentar el seu control formal sobre el territori per avançar-se a la invasió dels imperis colonials alemany i portuguès.

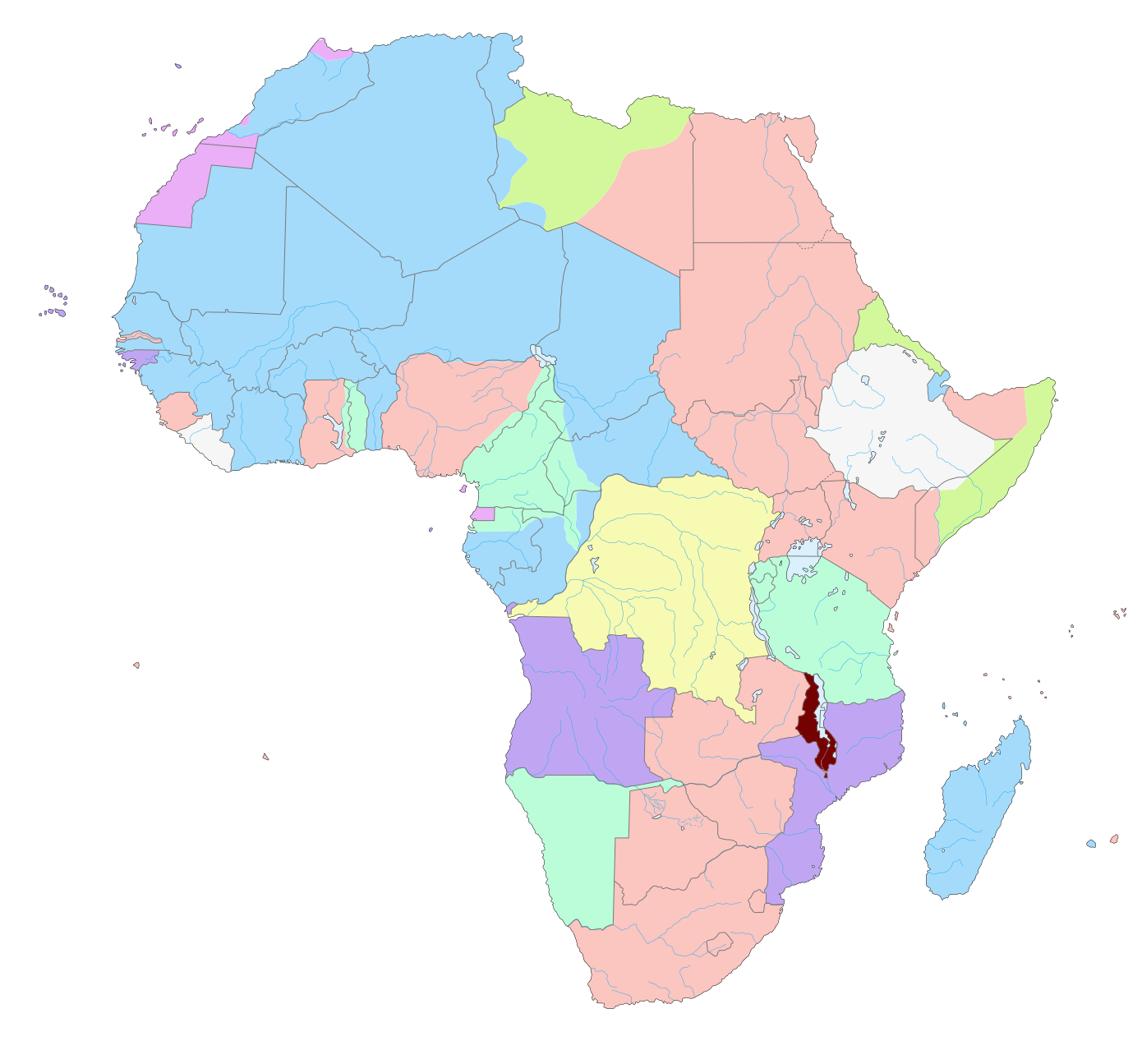
Nyasalàndia (actualment Malawi), ressaltat en vermell fosc sobre un mapa d'Àfrica anterior a la Primera Guerra Mundial

La regió va esdevenir un protectorat britànic en 1891 (Protectorat britànic d'Àfrica Central), i el 1907 va ser anomenat Nyasalàndia.
A diferència de moltes altres parts d'Àfrica, on la dominació britànica depenia del suport de les faccions locals, en Nyasalàndia el control britànic es basava en la superioritat militar. Durant la dècada de 1890, les autoritats colonials van reprimir nombroses rebel·lions dels pobles locals Yao, Ngoni i Chewa. El domini britànic a Nyasalàndia va alterar radicalment les estructures de poder dels indígenes locals .
El principi del període colonial va veure un augment d'immigració i d'assentaments de colons blancs, que van comprar grans extensions de terreny als caps locals, sovint amb pagaments simbòlics o amb armes de foc. La major part dels terrenys adquirits, sobretot en Shire Highlands (comarca de les Terres Altes), van ser convertits en plantacions on es van conrear te, cafè, cotó i tabac. Les lleis de les institucions colonials, com ara l'impost Hut, va obligar a molts indígenes a buscar feina remunerada i va augmentar la demanda de treball creada en les plantacions, que es van convertir en la principal font d'ocupació. Un cop emprats en les plantacions, els treballadors negres es van trobar que eren colpejats amb freqüència i objecte de discriminació racial. Cada vegada més, les plantacions es van veure obligades a recórrer a un sistema de treball forçat o de prestació personal, conegut localment com a thangata.

### Chilembwe i la Providence Industrial Mission
John Chilembwe, nascut al voltant de 1871, va rebre la seva educació primària en una missió d'Escòcia i més tard va conèixer a Joseph Booth, un missioner baptista radical que dirigia la Zambezi Industrial Mission (Missió Industrial de Zambezi). Booth predicava una forma d'igualitarisme i la seva actitud progressiva cap a la raça va atreure l'atenció de Chilembwe. Sota el patrocini de Booth, Chilembwe va viatjar als Estats Units per a estudiar en una universitat teològica a Virgínia. Allà va entrar amb contacte amb cercles afroamericans i va ser influït per les històries de l'abolicionista John Brown i l'igualitarista Booker T. Washington.

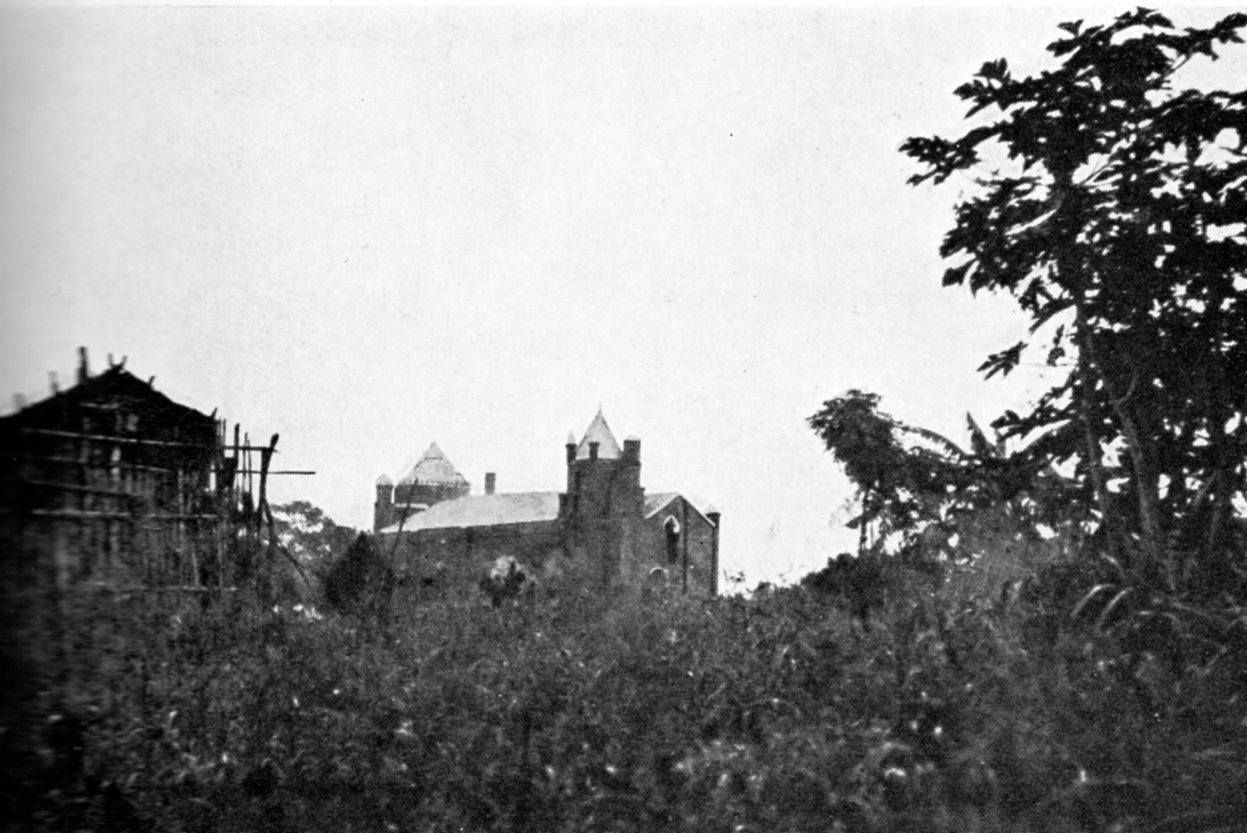
Vista de Mbombwe amb la Providence Industrial Mission en el fons

Chilembwe va tornar a Nyasalàndia el 1900 i va fundar la seva pròpia església independent, la Providence Industrial Mission (Missió Industrial Providence), al poble de Mbombwe. Se'l considerava com un «model africà de no-violència avançat» per les autoritats colonials durant els primers anys de la missió. Va establir una cadena d'escoles independents per als negres africans, amb més de 900 alumnes en total, i va fundar la Natives' Industrial Union (Unió Industrial dels nadius), una forma d'unió de cooperatives que s'ha descrit com un «embrió de la cambra de comerç». No obstant això, les activitats de Chilembwe van dur a la fricció amb els responsables de les plantacions locals, que temien la influència de Chilembwe sobre els seus treballadors. El novembre de 1913, els empleats del local de la plantació d'Alexander Bruce Livingstone, van cremar l'església de Chilembwe a Mbombwe, encara que aviat va ser reconstruïda.
Chilembwe predicar una forma de cristianisme mil·lenarista, comú al sud d'Àfrica en aquell moment, i va predicar l'alliberament dels africans i la fi del règim colonial. Va predicar sermons agressius, sovint de l'Antic Testament, concentrant-se en aspectes com la fugida dels israelites de l'esclavitud a Egipte. Inicialment, les activitats de Chilembwe tenien el suport dels missioners blancs. La informació sobre la seva Església abans de la rebel·lió és escassa, però la seva ideologia va resultar popular i va desenvolupar un fort seguiment local. Chilembwe no era part de l'apocalíptica Kitawala (Talaia), moviment que era popular al centre d'Àfrica en aquell moment, però alguns dels seus seguidors podien haver-ne rebut l'influència. El Kitawala predicava que l'Apocalipsi ocorreria a l'octubre de 1914, i seria llavors que Déu baixaria a la Terra per a posar fi al colonialisme.
La ideologia de Chilembwe es va fer més agressiva en la dècada posterior a la seva tornada a Nyasalàndia. Va ser exigent amb els seus seguidors, encoratjant-los a adoptar d'estil europeu per a millorar intel·lectualment. Les escoles de la Missió van començar a ensenyar la igualtat racial basat en la doctrina cristiana i l'anti-colonialisme. Chilembwe va adoptar vestits occidentals, costums i idees i va encoratjar als seus seguidors a fer el mateix. Molts dels seus seguidors procedien de la classe mitjana local, que havien adoptat de manera similar els costums europeus. L'acceptació de Chilembwe de la cultura europea va crear una ideologia anticolonial poc ortodoxa, al voltant d'una forma de nacionalisme, més que un desig de restaurar l'ordre social pre-colonial.

### L'esclat de la Primera Guerra Mundial
La Primera Guerra Mundial va esclatar al juliol de 1914. El setembre del 1914, la guerra es va estendre a l'Àfrica quan els britànics i els belgues van començar una campanya militar contra l'exèrcit colonial alemany de l'Àfrica Oriental Alemanya.

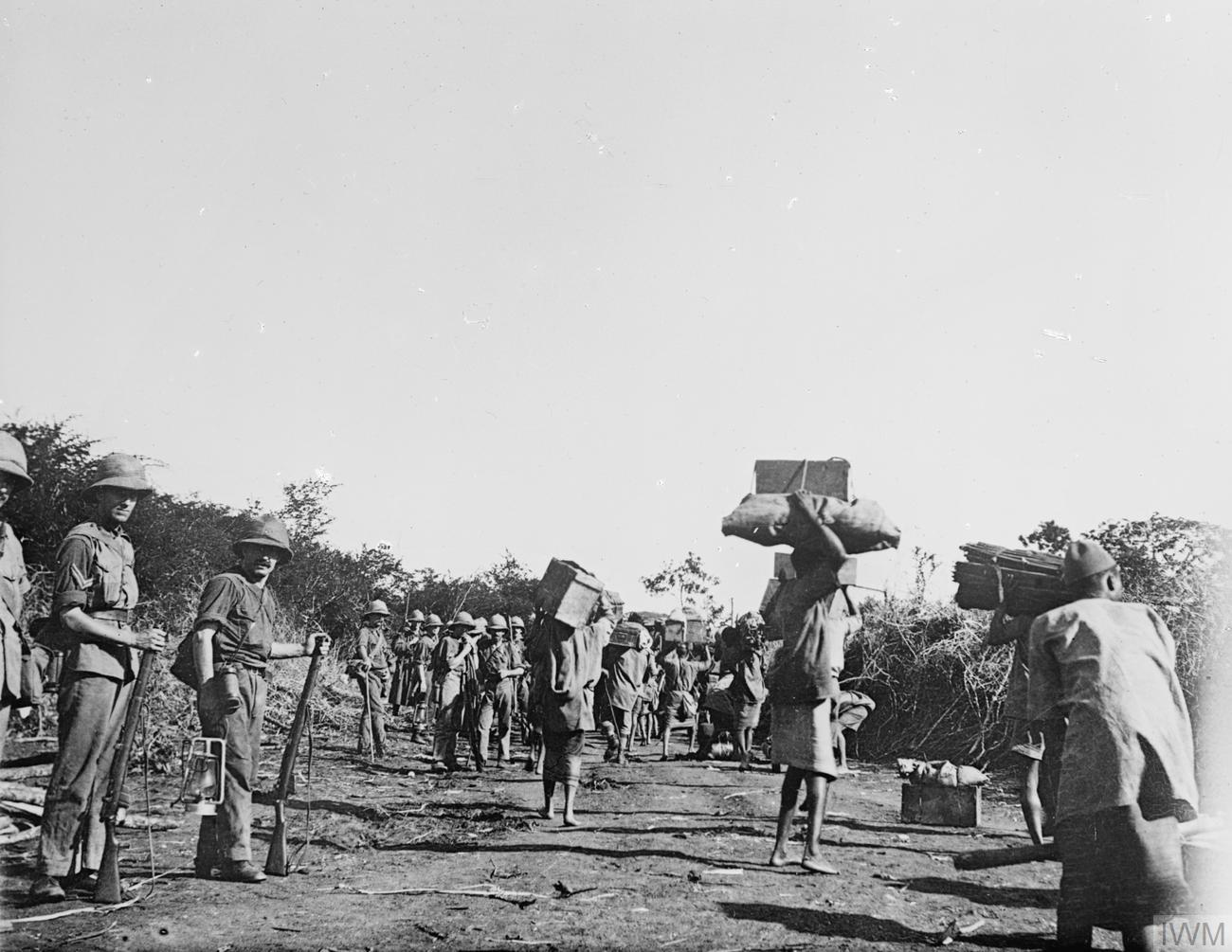
Portadors Nyasa, vigilats per soldats britànics, durant la campanya d'Àfrica Oriental

En Nyasalandia, el principal efecte de la guerra va ser la contractació massiva d'africans per a servir com a portadors en suport dels exèrcits Aliats. Els portadors vivien en condicions d'extrema pobresa i molts van morir. Alhora, la contractació de portadors van crear una escassetat de mà d'obra que es va incrementar amb la pressió econòmica sobre els africans en Nyasalàndia.
Chilembwe es va oposar a la contractació de persones de raça negra per a lluitar contra el que ell considerava una guerra totalment aliena a ells. Va promoure una forma de pacifisme cristià i va argumentar que la manca de drets civils per als africans en el sistema colonial els eximia dels deures del servei militar. En aquell moment, els mil·lenaristes van creure que la Primera Guerra Mundial era una forma d'Harmagedó que destruiria a les potències colonials i aplanaria el camí per al sorgiment dels estats independents africans.
El novembre de 1914, arran dels informes de gran pèrdua de vides durant els combats a Karonga, Chilembwe va escriure una carta al The Nyasaland Times en Blantyre, apel·lant explícitament a les autoritats colonials de no reclutar tropes negres:

## La rebel·lió

### Els preparatius
Els preparatius per a l'aixecament van començar a finals de 1914. Chilembwe va adquirir un manual militar i va començar a organitzar als seus seguidors i a buscar un suport més ampli. En particular, es van formar llaços propers amb Filipo Chinyama en Ncheu, 180 quilòmetres al nord-oest, i va rebre la confirmació que ell també mobilitzaria als seus seguidors a unir-se a la rebel·lió quan esclatés.
Les autoritats colonials van rebre dues advertències que era imminent una revolta. Un seguidor desafecte a Chilembwe va informar de les «intencions preocupants» del predicador a Philip Mitchell, un funcionari colonial menor d'edat que més tard va exercir com a Governador d'Uganda i Kenya. Una missió catòlica també va ser informada, però tampoc va prendre cap acció.

### L'esclat de la rebel·lió
Aquesta és l'única manera de mostrar als homes blancs, (sic.) que el tractament que han rebut els nostres homes i dones ha sigut molt dolent, i hem decidit d'atacar un primer i últim cop, i després morirem tots pel fort assalt de l'exèrcit dels blancs. Els homes blancs llavors pensaran, després que estiguem morts, que el tractament que han fet (sic.) nostra gent és dolenta, i que podrien canviar a millor per al nostre poble. 
Durant la nit del dissabte 23 al 24 de gener, els rebels es van reunir a l'església de la Missió a Mbombwe, on Chilembwe va pronunciar un discurs destacant que cap d'ells sobreviuria a les represàlies que seguirien a la revolta, però que l'aixecament atrauria més atenció a les seves condicions i desestabilitzaria el sistema colonial. Això, creia Chilembwe, era l'únic camí pel canvi.
Un contingent de rebels va ser enviat a Blantyre i a Limbe, prop de 25 km al sud, on vivien la major part dels colons blancs i on els insurgents esperaven capturar el magatzem d'armes de la companyia African Lakes. Un altre grup es va dirigir cap a la seu de la plantació Alexander Livingstone Bruce, en Magomero. Chilembwe va enviar un missatger a Ncheu per a avisar Chinyama que la rebel·lió ja havia començant.
Chilembwe també va buscar el suport per al seu aixecament de les forces alemanyes de l'Àfrica Oriental Alemanya, a la llunyana frontera nord de Nyasalàndia, amb l'esperança que una ofensiva alemanya al nord combinat amb una insurrecció indígena al sud podria expulsar els britànics de Nyasalàndia de forma permanent.
El 24 de gener, va enviar una carta al governador alemany a través del servei de missatgeria de l'Àfrica Oriental Portuguesa. El correu va ser interceptat i la carta mai va ser rebuda. De fet, durant les últimes etapes de la Campanya d'Àfrica Oriental, després de la invasió alemanya de l'Àfrica Oriental Portuguesa, l'exèrcit colonial alemany va ajudar a reprimir les rebel·lions anti-portugueses, com els dels pobles Maconde i Barue, preocupat que els aixecaments africans podien desestabilitzar l'ordre colonial.

### Atac a la plantació Alexander Livingstone Bruce
L'acció principal de la revolta Chilembwe va ser un atac a la plantació Alexander Livingstone Bruce, en Magomero.
La plantació s'estenia al voltant de 2.025 hectàrees i es conreava cotó i tabac. Al voltant de 5.000 africans treballaven com a part de les seves obligacions de thangata. La plantació tenia una mala reputació a nivell local pel maltractament dels seus treballadors i per la brutalitat dels seus directius, que van tancar les escoles locals, copejaven als seus treballadors i els pagaven menys del que prometien. L'incendi de l'església de Chilembwe en novembre 1913 va crear una animositat personal amb els líders rebels.
Els insurgents van llançar dos atacs més o menys concurrents; un grup es va dirigir a Magomero, la seu de la plantació i la llar del principal gestor William Jervis Livingstone i d'altres treballadors blancs, mentre que un segon grup va assaltar Mwanje, una petita vila que era propietat de la plantació on hi havia dues cases dels blancs.

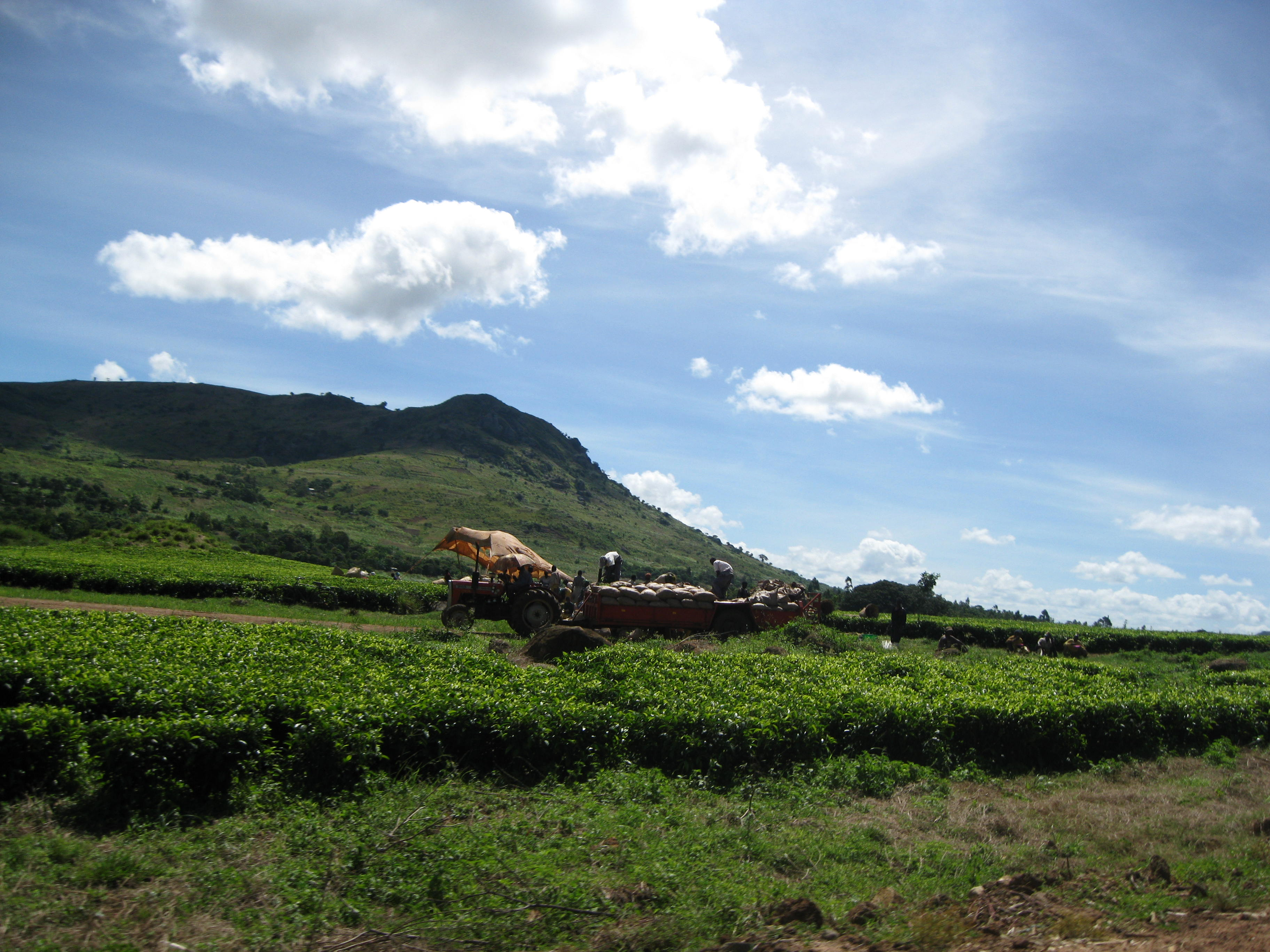
Vista actual d'una plantació de te en Mulanje

Els rebels es van traslladar a Magomero durant la tarda, mentre que Livingstone i la seva dona entretenien uns convidats a sopar. El cap de la hisenda, Duncan MacCormick, estava en una altra casa propera. Un tercer edifici, ocupat per Emily Stanton, Alyce Roach i els seus cinc fills, contenia una petita quantitat d'armes i municions pertanyents al club del rifle local. Els insurgents van irrompre en silenci a la casa del Livingstone i li van ferir durant la lluita cos a cos, que el va obligar a refugiar-se al dormitori on la seva dona va intentar tractar les seves ferides. Els rebels van irrompre al dormitori, i després de capturar la seva esposa, van decapitar a Livingstone. MacCormick, que va estar alertat, va morir per una llança rebel. Els atacants van fer presoners a les dones i als nens del poble, però aviat els van alliberar il·lesos. S'ha suggerit que Chilembwe volia utilitzar a les dones i als nens com a ostatges, però això segueix sent poc clar. L'atac a Magomero, i en particular l'assassinat de Livingstone, va tenir un significat simbòlic per als homes de Chilembwe. Els dos fusells Mauser capturats de la plantació van formar la base de l'armament rebel per la resta de la revolta.
Mwanje tenia poc valor militar, però s'ha proposat que els rebels esperaven trobar armes i municions. Dirigit per Jonathan Chigwinya, els insurgents van irrompre en una de les cases i van matar a gerent de la plantació, Robert Ferguson, amb un llança mentre jeia al llit llegint un diari. Dos dels colons, John Robertson i la seva dona Charlotte, van fugir als camps de cotó i van caminar 10 km cap a una plantació veïna per a donar l'alarma. Un dels servents africans de Robertson, que va romandre lleial, va ser assassinat pels atacants.

### Accions posteriors
Els rebels van tallar les línies telefòniques de Zomba-Tete i Blantyre-Mikalongwe, per a retardar la propagació de la notícia. El magatzem d'armes de Blantyre de la companyia African Lakes va ser saquejat per una força d'uns 100 rebels entorn de les 2.00 am del 24 de gener, abans de produir-se l'alarma general per les notícies dels atacs a Magomero i Mwanje. Els defensors es van mobilitzar després que un vigilant africà fos mort a trets pels rebels. Els insurgents van ser rebutjats, però van poder agafar 5 rifles i municions, que van ser portats a Mbombwe. Un nombre de rebels van ser fets presoners durant la seva retirada cap a Magomero. Després dels atacs inicials de la plantació Bruce, els rebels van tornar a casa. Es van endur el cap de Livingstone a la Providence Industrial Mission i va ser mostrat en un sermó de Chilembwe durant el segon dia de la revolta.

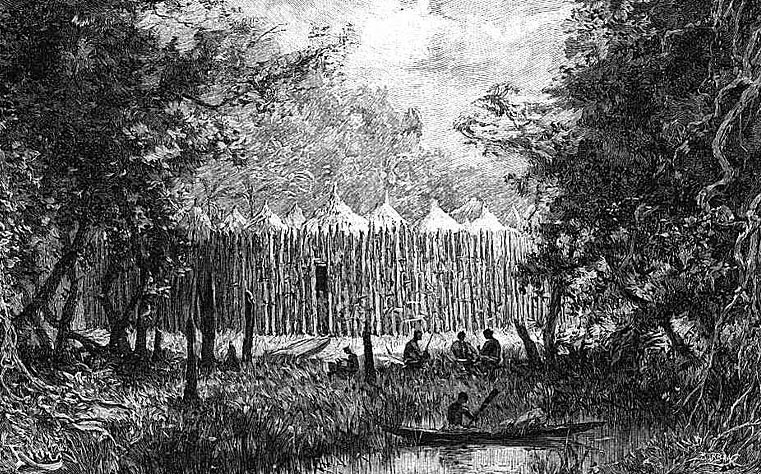
Una boma en la selva, 1892

Durant gran part de la rebel·lió, Chilembwe va romandre en Mbombwe pregant i el lideratge dels rebels va estar al càrrec de David Kaduya, un exsoldat del King's African Rifles (KAR). Sota el comandament de Kaduya, els rebels van emboscar a un petit grup de soldats del govern prop de Mbombwe el 24 de gener, descrit com el «revers sofert pel govern» durant l'aixecament.
Al matí del 24 de gener, el govern va mobilitzar la Nyasaland Volunteer Reserve (Reserva de voluntaris de Nyasalàndia), una milícia de colons i va portar el 1r batalló KAR des del nord de la colònia.
Els rebels no van atacar a les altres plantacions aïllades de la regió. Tampoc van ocupar la boma (fort) de Chiradzulu, a 8 km de Mbombwe, encara que en aquell moment no hi havia la guarnició que la defensava. Es van propagar els rumors dels atacs rebels, però tot i les ofertes anteriors de suport no hi va haver aixecaments paral·lels en altres llocs de Nyasalàndia, i els reforços promesos des de Ncheu no es van materialitzar. Les regions de Mulanje i Zomba tampoc es van unir a la revolta.

### El setge de Mbombwe i intent de fugida
Les tropes del KAR van llançar un atac temptatiu sobre Mbombwe el 25 de gener, però el combat va ser indecís. Les forces de Chilembwe van mantenir una forta posició defensiva al llarg del riu Mbombwe. Dos soldats del govern africà van morir i tres més van resultar ferits; les pèrdues de Chilembwe s'han estimat al voltant de 20 homes.

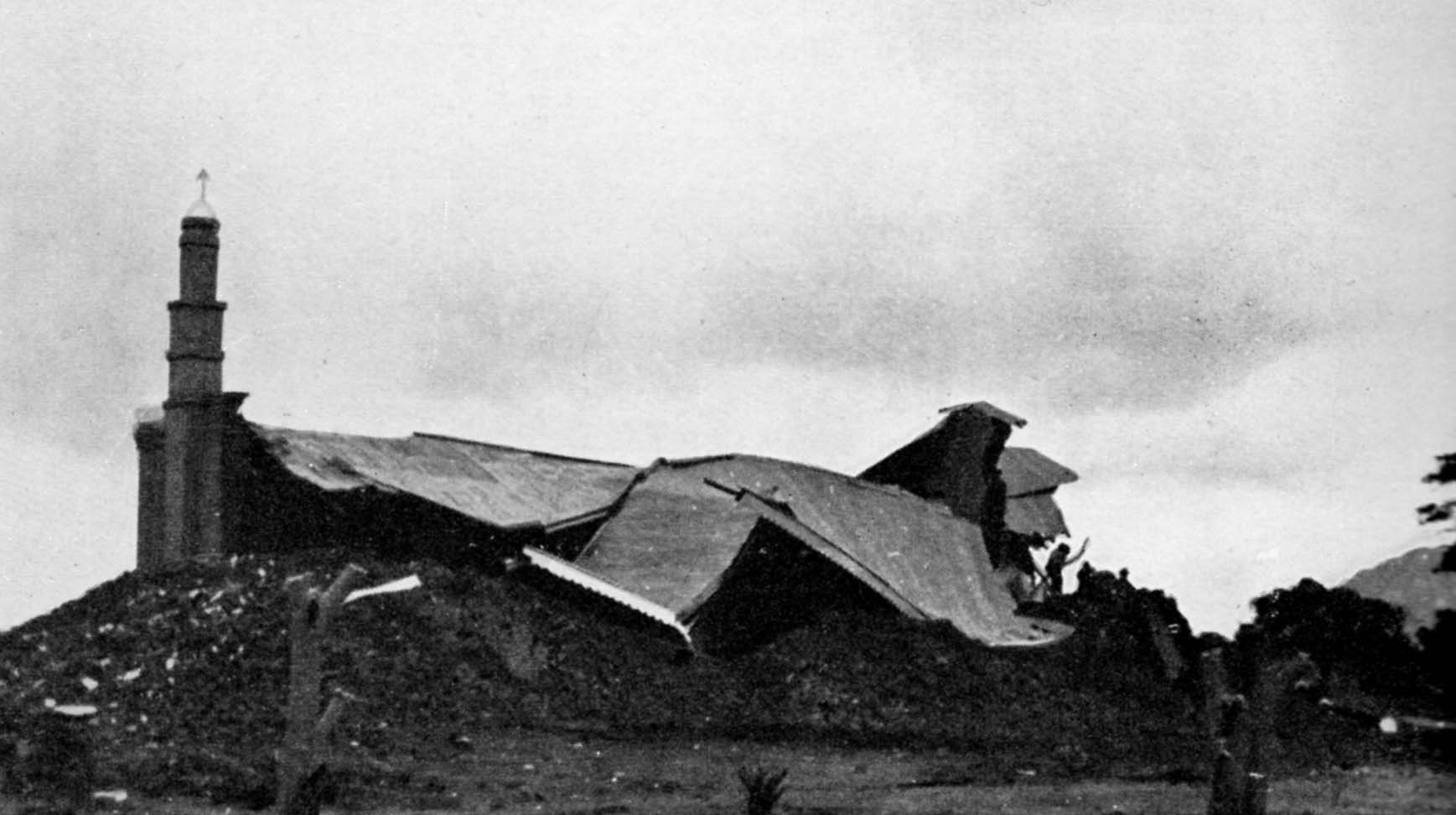
Vista de la Providence Industrial Mission poc després de la seva destrucció per les tropes del govern

El 26 de gener, un grup de rebels va atacar a una missió catòlica a Nguludi, pertanyent al Pare Swelsen. La missió va ser defensada per quatre guàrdies armats africans, un dels quals va morir. Swelsen també va resultar ferit en els combats i l'església va ser incendiada. En el mateix dia, les forces militars i milicianes van assaltar de nou Mbombwe, però no van trobar resistència; molts rebels, incloent Chilembwe, havien fugit del poble disfressats de civils.
La caiguda de Mbombwe i la posterior demolició de l'església de Chilembwe amb dinamita per les tropes del govern va posar fi a la rebel·lió. Kaduya va ser capturat i portat de tornada a Magomero on va ser executat públicament.
Després de la derrota de la rebel·lió, la majoria dels insurgents restants van intentar escapar cap a l'est a través de Shire Highlands (comarca de les terres altes), cap a Àfrica Oriental Portuguesa, des d'on esperaven dirigir-se cap al nord fins a territori alemany. El 3 de febrer, Chilembwe va ser vist prop de Mulanje per una patrulla de la policia de Nyasalàndia i va morir a trets. Molts altres rebels ser capturats; 300 van ser empresonats després de la rebel·lió i 40 van ser executats. Al voltant de 30 van poder escapar i es van establir en territori portuguès, prop de la frontera de Nyasalàndia.

## Conseqüències
Preocupats que la rebel·lió podria revifar-se i estendre ràpidament, les autoritats colonials van iniciar represàlies arbitràries contra la població Nyasa, inclosa la crema massiva de barraques. Totes les armes van ser confiscades i es van imposar multes de 4 xílings per persona en els districtes afectats per la revolta, independentment de si les persones en qüestió havien estat involucrades.
El govern colonial també va començar a atacar els drets dels missioners en Nyasalandia i va prohibir moltes esglésies independents, incloent Kitawala, i van imposar restriccions a altres esglésies africanes. Les reunions públiques, especialment les relacionades amb els grups religiososos africans, van ser prohibides fins a 1919. La por a revoltes similars en altres colònies, especialment en Rhodèsia del Nord, també va portar a la repressió similar d'esglésies independents i missions estrangeres més enllà de Nyasalàndia. Encara que la rebel·lió va fracassar, l'amenaça a la dominació colonial que representa la revolta Chilembwe va obligar les autoritats locals introduir algunes reformes. El govern colonial van promocionar l'educació laica per a soscavar el poder de les esglésies independents com la de Chilembwe, però la falta de fons va fer això impossible.
El govern va començar a promoure lleialtats tribals en la colònia, mitjançant el sistema de govern indirecte, que es va ampliar després de la revolta. En particular, el poble musulmà Yao, que va intentar distanciar-se de Chilembwe, se'ls va donar més poder i autonomia.
Malgrat el retard per la guerra, la Policia de Nyasalàndia, que havia estat composta principalment d'àscaris africans dirigits per oficials europeus, va ser reestructurada com una força professional dels colons blancs. El treball forçós va continuar durant unes quantes dècades després.

### La Comissió d'Investigació
Arran de la revolta, l'administració colonial va formar una comissió d'investigació per a examinar les causes i el desenvolupament de la rebel·lió.
La Comissió, que va presentar les seves conclusions a principis de 1916, es va trobar que la revolta es va produir principalment pel maltracte dels africans en la plantació Bruce. La Comissió també va culpar a Livingstone que el «tractament dels nadius [que era] sovint excessivament dura» i per la mala gestió de la finca. La Comissió va constatar que la discriminació sistemàtica, la manca de llibertats i de respecte van ser les causes principals de ressentiment entre la població local. També es va posar èmfasi en l'efecte de la ideologia de Booth a Chilembwe.
Les reformes de la Comissió no van ser de llarg abast, encara que va criticar el sistema thangata i va fer només canvis menors per posar fi a la «brutalitat ocasional». Encara que el govern va aprovar lleis en 1917 que prohibien als propietaris de les plantacions d'utilitzar els serveis dels seus inquilins com a pagament de la renda, l'abolició efectiva de la thangata «va ser ignorada de manera uniforme». Una altra Comissió en 1920 va concloure que el thangata no podia ser abolit de manera efectiva, i es va mantenir com una constant font de fricció en la dècada del 1950.

### Influència en la cultura
Malgrat el seu fracàs, la rebel·lió Chilembwe ha guanyat ja un lloc important en la memòria cultural del Malawi modern, convertint a Chilembwe en un símbol. L'aixecament va tenir una «notorietat local» i, en els anys immediatament després, els antics rebels es van mantindre sota observació policial.

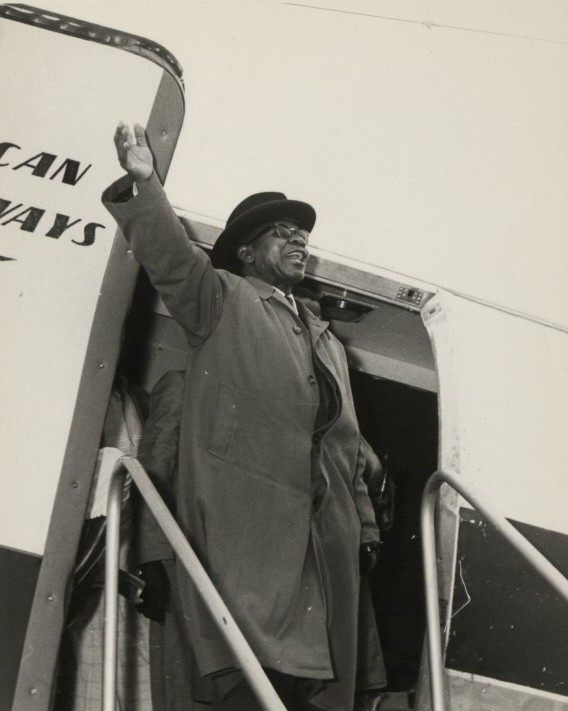
Hastings Banda, líder de la independència de Malawi, va defensar el llegat de Chilembwe en la dècada de 1960

Durant les pròximes tres dècades, els activistes anti-colonials van idealitzar a Chilembwe i van començar a veure-ho com una figura mítica. El Nyasaland African Congress (NAC) dels anys 1940 i 1950 el van utilitzar com una figura simbòlica, en part perquè el seu president, James Chinyama, tenia una relació familiar amb Filipo Chinyama, que va ser un aliat de Chilembwe. Quan la NAC va anunciar la seva intenció de marcar el 15 de febrer cada any com el Dia Chilembwe, els funcionaris colonials es van escandalitzar. Un d'ells va escriure que «venerar la memòria del fanàtic i sanguinari Chilembwe ens sembla ni més ni menys que una confessió d'una intenció violenta».
Desmond Dudwa Phiri, un historiador de Malawi, va caracteritzar l'aixecament de Chilembwe com una expressió primerenca del nacionalisme de Malawi, igual que George Shepperson i Thomas Price en el seu llibre de 1958 Independent African (Africà Independent), un estudi exhaustiu de Chilembwe i la seva rebel·lió que va ser prohibit durant l'època colonial, però que va ser àmpliament llegit per les classes mitjanes.

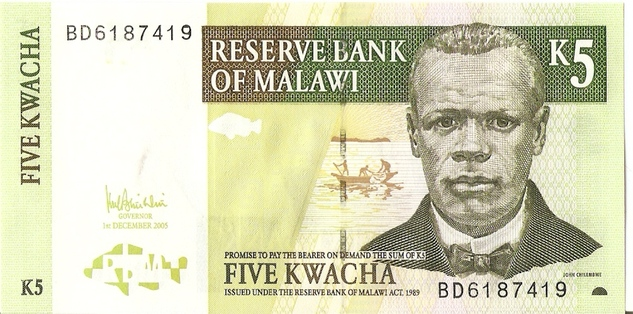
Bitllet de 5 kwacha amb el retrat de Chilembwe

Chilembwe va ser vist com un heroi per molts dels habitants del país. El Malawi Congress Party (MCP), que en última instància va conduir el país a la independència el 1964, va fer un esforç conscient per a identificar el seu líder, Hastings Banda, amb Chilembwe a través de discursos i programes de ràdio. Bakili Muluzi, qui va succeir al Banda el 1994, va invocar igualment la memòria de Chilembwe per a guanyar el suport popular, inaugurant una nova festa nacional anual, el Dia Chilembwe, el 16 de gener de 1995.
El retrat de Chilembwe aviat va ser afegit a la moneda nacional, el kwacha i reproduït en els segells de Malawi.
S'ha argumentat que per als polítics de Malawi, Chilembwe ha esdevingut «símbol, mite legítim, instrument i propaganda».

## L'anàlisi històric
La revolta ha estat objecte de molta recerca i els historiadors l'han interpretat de diverses maneres. Actualment, l'aixecament és considerat en general com la marca d'un punt d'inflexió en el règim colonial.
El Governador de Nyasalàndia, George Smith, va declarar que la revolta va marcar una «nova fase en l'existència de Nyasalàndia».
D'acord amb l'historiador militar Hew Strachan, la rebel·lió Chilembwe va entelar el prestigi britànic a l'est d'Àfrica que va contribuir, després de la cita del futur primer ministre Andrew Bonar Law com a Secretari d'Estat per a les colònies, a una renovada pressió per a una ofensiva anglo-belga contra l'Àfrica Oriental Alemanya.

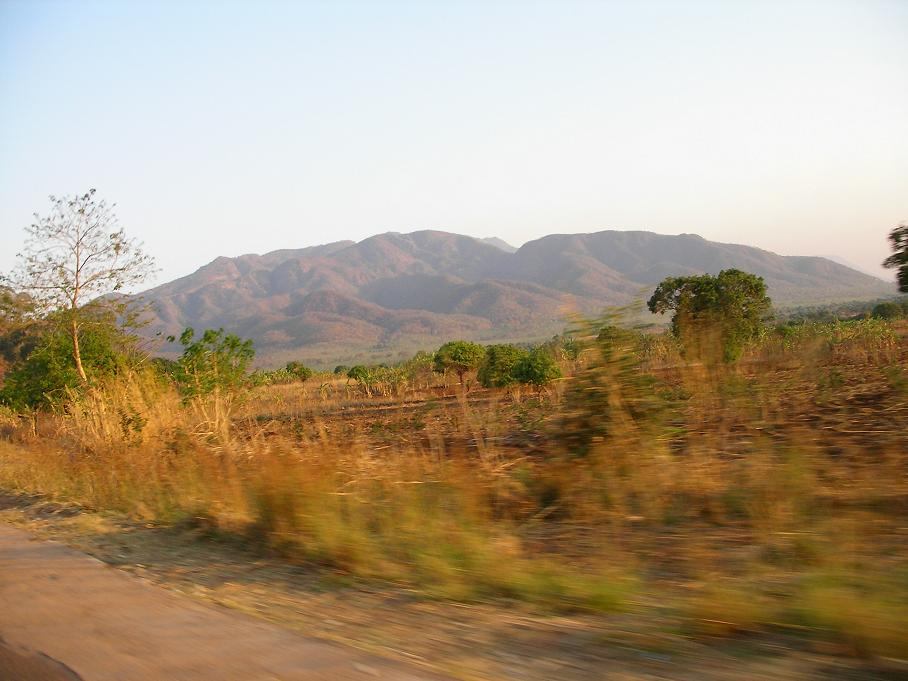
Vista actual de Shire Highlands (Malawi)

Els objectius de Chilembwe també han estat objecte d'estudi. Segons Robert I. Rotberg, el discurs del 23 de gener de Chilembwe semblava subratllar la importància i la inevitabilitat del martiri com a principal motivació. El mateix discurs representa l'aixecament com una manifestació de desesperació i pel seu desig de «fer un cop i morir». Rotberg conclou que Chilembwe va planejar prendre el poder de Shire Highlands o potser de tota Nyasàlandia. Alguns contemporanis de Chilembwe creien que ell havia planejat proclamar-se a si mateix «Rei de Nyasàlandia».
John McCracken ataca la idea que la revolta podria considerar-se nacionalista, amb l'argument que la ideologia de Chilembwe era fonamentalment utòpica i creada en oposició als abusos localitzats del sistema colonial, particularment del thangata. D'acord amb McCracken, l'aixecament va fracassar perquè Chilembwe es va confiar massa amb la petita burgesia europeïtzada i no va guanyar prou suport de les masses. L'examen de Rotberg de la revolta Chilembwe des d'una perspectiva psicoanalítica conclou que la situació personal de Chilembwe, amb el seu asma psicosomàtic i el deute financer, podien haver estat els veritables factors que van contribuir en la seva decisió d'organitzar la rebel·lió.